# Melecio Arranz
Melecio Arranz (Alcala, 23 mei 1888 - 24 april 1966) was een Filipijns politicus. Hij was van 1934 tot 1951 lid van de Senaat van de Filipijnen, een periode die werd onderbroken toen de Senaat van 1935 tot 1941 was opgeheven.

## Biografie
Melecio Arranz werd geboren op 23 mei 1888 in Alcala in de Filipijnse provincie Cagayan. Na een vooropleiding aan het Colegio de San Juan de Letran voltooide hij in 1912 een bachelor-opleiding civiele techniek aan de University of Santo Tomas. Hij was werkzaam als ingenieur voor het Bureau of Works en werkte zich van assistent-ingenieur in 1914 op tot division-engineer.
In 1928 werd Arranz namens het eerste Senaatsdistrict (Cagayan, Isabela, Ilocos Sur, Ilocos Norte en Abra) gekozen in de Senaat van de Filipijnen. Na afloop van zijn termijn in 1934 werd hij herkozen voor hetzelfde district. Deze termijn duurde echter maar kort doordat de Senaat bij de oprichting van het Gemenebest van de Filipijnen in 1935 werd opgeheven. In zijn eerste periode als senator was Arranz onder meer voorzitter van de Senaatscommissie voor publieke werken en communicatie.
In 1941 werd de Filipijnse Grondwet van 1935 geamendeerd. De Filipijnse Senaat werd opnieuw opgericht en Arranz werd nog datzelfde jaar opnieuw tot senator gekozen. Omdat de Japanners niet lang na de verkiezingen de Filipijnen binnenvielen zou het tot 1945 duren voor hij zijn zetel als senator kon innemen. In deze periode tot aan de verkiezingen van 1946 was Arranz leider van de meerderheid in de Senaat. Bij de verkiezingen van 1946 stapte hij over van de Nacionalista Party naar de Liberal Party en werd hij opnieuw gekozen in de Senaat. Na de verkiezingen was hij tot eind 1949 de Senaatspresident pro tempore (plaatsvervangend president van de Filipijnse Senaat). In 1947 was Arranz de Filipijnse delegatieleider voor de vergadering van de Verenigde Naties over de situatie in Korea. Zijn tweede periode als senator eindigde in 1951.
Melecio Arranz overleed in 1966 op 77-jarige leeftijd. Hij was getrouwd met Consuelo Arguelles kreeg met haar vijf kinderen.